# Leucania griseola
Leucania griseola är en fjärilsart som beskrevs av Matsumura 1926. Leucania griseola ingår i släktet Leucania och familjen nattflyn. Inga underarter finns listade i Catalogue of Life.